# Freeman Spur
Pour les articles homonymes, voir Freeman.
Freeman Spur est un village des comtés de Franklin et Williamson dans l'Illinois, aux États-Unis,.

## Démographie
Lors du recensement de 2010, le village comptait une population de 287 habitants. Elle est estimée, en 2016, à 290 habitants.

## Source de la traduction
- (en) Cet article est partiellement ou en totalité issu de l’article de Wikipédia en anglais intitulé « Freeman Spur, Illinois » (voir la liste des auteurs).